# Konrad Martin (Zofingen)

Urkunde Konrad Martins (Ausstellerin Katharina von Burgund, 5. November 1408)

Konrad Martin (auch Chunrat, Chuonrad, Cunrat, Marty und Marti; † 1426) war ein Geistlicher und niedriger Dienstadliger in Zofingen und den habsburgischen Vorlanden.
Martin besaß Pfründen an verschiedenen Orten, so in Kriens, und war ab 1397 Küchenmeister, ab 1406/1408 oberster Hubmeister der Herzogin Katharina von Burgund im Elsass und Sundgau. 1408 wurde er kurzfristig gefangen genommen.

## Entlohnung
Mit dem Bestallungsbrief vom 16. Oktober 1408 wird Konrad Martin eine Entlohnung von 150 rheinischen Gulden, 100 Viertel Hafer, 50 Viertel Roggen, 200 Hühner und 2 Fuder Wein zugesprochen.